# 傅家森
傅家森（1967年8月12日—2008年11月30日），臺灣臺中市南屯區人，義勇消防人員（義消），在文山垃圾掩埋場救援工人時殉身，向上路的家森橋為其紀念。

## 生平
傅家森為1967年8月12日出生於台中市南屯區三厝里，1991年加入義消救災行列。傅家森五哥傅榮沐表示，弟弟只要救災救難，總救人心切跑在最前面。九二一地震，傅家森於在大坑地區救出一名七旬長者，昱日自費率義消人員再赴埔里鎮、東勢鎮救災，為時一週，獲市長親自表揚。一次，傅家森隨同黎明分隊在西屯區去抓台灣獼猴，照片還上了新聞版面。2003年，傅家森得到義消界最高榮耀的鳳凰獎。
傅家森因膝下無子女，收養一名女兒。妻子2008年初懷孕卻流產，11月二度流產。

## 殉身
文山垃圾掩埋場位在南屯區文山南巷500號，2008年8月由環保局發包補強擋土牆。擋土牆工程總經費為新台幣三千萬元，自該年9月起動工。工程由友山營造公司承包，再層層轉包給宏國工程行、力鼎公司、日友企業社，到施工時已是第四手。
2008年11月30日上午9時18分，工人吳正維挖第十五號基樁到9公尺時，因地下突湧水，被土石活埋。該處是回填層，土質鬆軟。當天，傅家森聽到消防車呼嘯而過，便騎上摩托車緊跟在後，途中後輪爆胎，仍撐著趕往現場救援。10時15分，傅家森到十三號基樁坑洞，用皮尺測量吳正維可能被埋深度，以便指揮挖救，孔壁再次坍塌，也遭活埋。當時因坑底救援作業空間狹隘，又多人作業，因此消防人員沒有綁繩，以免容易牽扯、打結，不利救援並影響逃生。下午1點，挖到傅家森的手部時，消防隊員在坑洞內伸手拉人時，土方再度坍塌，靠近坑底的林宏羿、陳杰祺下半身被土方困住，分別於下午1點55分、4點58分救出。下午5時40分，救難員挖到傅家森已無生命跡象。至晚間11時14分才挖掘出吳正維屍體。
傅家森因公殉職撫恤金300多萬元、義消意外保險給付500餘萬元，財團法人消防發展基金會安全互助金300萬元、台灣省義勇人員安全濟助基金會互助金150萬元，共約1,300萬元撫恤。
12月5日早，從土耳其開會回來的市長胡志強前往傅家森靈前上香，再趕往議會。12月22日告別式時，立法院長王金平、內政部長廖了以、台中市長胡志強、消防署長黃季敏為靈柩覆蓋國旗，台中市議長張宏年、義消總隊總隊長陳阿水、前總隊長涂明榮及消防局吳局長等為靈柩覆蓋義消總隊旗。傅家森與陳俊宏、郭寬雄、李啟榮等消防、義消人員都入祀臺中市忠烈祠。
2010年5月8日開通的特三號道路家森橋為紀念傅家森，特三號道路今改稱「向上路」。